# Paracercopis
Paracercopis är ett släkte av insekter. Paracercopis ingår i familjen spottstritar.
Kladogram enligt Catalogue of Life:
| Paracercopis | \| \| Paracercopis darjilingii \| \| \| \| \| \| Paracercopis fusca \| \| \| \| \| \| Paracercopis fuscipennis \| \| \| \| \| \| Paracercopis seminigra \| \| \| \| \| \| Paracercopis transversa \| \| \| \| |
|              | \| \| Paracercopis darjilingii \| \| \| \| \| \| Paracercopis fusca \| \| \| \| \| \| Paracercopis fuscipennis \| \| \| \| \| \| Paracercopis seminigra \| \| \| \| \| \| Paracercopis transversa \| \| \| \| |
|              | Paracercopis darjilingii |
|              | |
|              | Paracercopis fusca |
|              | |
|              | Paracercopis fuscipennis |
|              | |
|              | Paracercopis seminigra |
|              | |
|              | Paracercopis transversa |
|              | |